# Конюхов, Евгений Александрович
Евгений Александрович Конюхов (род. 7 июля 1971, Талды-Курган) — советский, казахстанский и российский футболист, полузащитник.
В 1989 году играл за клуб второй лиги первенства СССР РШВСМ Алма-Ата и команду совхоза имени Панфилова чемпионата Казахской ССР. В 1992 году в чемпионате Казахстана выступал за три команды — «Жетысу» Талды-Курган (апрель — июнь), ЦСКА Алма-Ата (июль — сентябрь), «Кайсар» Кзыл-Орда (сентябрь — ноябрь). Далее играл в чемпионате за «Достык» Алма-Ата (1993), «Ансат» Павлодар (1994), «Кайнар» Талды-Курган (1995—1996). Выступал во второй лиге/дивизионе России за «Чкаловец» Новосибирск (1997) и «Сибиряк» Братск (1998—2000). Профессиональную карьеру завершал в командах низших лиг Казахстана «Жетысу» (2002) и России «Шахтёр» Прокопьевск (2003).